# Grand orgue de l'église Saint-Eustache
Le grand orgue de l'église Saint-Eustache est l'orgue situé en tribune en fond de nef, à l'intérieur de l'église Saint- Eustache, dans le premier arrondissement de Paris. Il est l'œuvre du facteur d'orgue néerlandais van den Heuvel en 1989.
Il est l'un des deux orgues de l'église, l'autre étant dans le chœur.

## Historique
L'église possède un orgue depuis le XVIe siècle, mais on ne dispose que de très peu d'informations sur sa composition d'origine. L'église avait été pourvue d'un orgue avant 1582, date à laquelle Mathieu de la Croix, son premier titulaire, fut inhumé « à l'un des côtés où se célèbre la messe de onze heures ». Son facteur était Antoine Josseline. Mathieu de la Croix fut le parrain en 1572 de Pierre Chabanceau de la Barre, futur organiste du roi. Le père de l'enfant, également prénommé Pierre, prit la succession de Mathieu de la Croix pour peu de temps[source insuffisante].
L'orgue de facture classique de Saint-Germain-des-Prés lui est ensuite attribué (XVIIIe siècle ?).
Remanié en 1844 sous l'égide de Charles Spackmann Barker alors contremaître de la manufacture Daublaine & Callinet, il est accidentellement détruit par le feu, peu de temps après son inauguration, par Barker lui-même lors d'un accord le 16 décembre 1844. Il est reconstruit de 1849 à 1854 par le même Barker aidé de Charles Verschneider, pour le compte de Pierre Alexandre Ducroquet qui venait de racheter la maison Daublaine & Callinet. Dès l'année suivante, Hector Berlioz y dirige la première exécution de son Te Deum et en 1866, Franz Liszt y fait jouer sa Messe de Gran.
Le grand orgue de Saint-Eustache a été reconstruit presque intégralement par le facteur néerlandais van den Heuvel en 1989, à l'exception du buffet signé Victor Baltard (1854) qui est d'origine et de quelques jeux, dont les grands tuyaux de la montre qui datent de 1854. 
Elles firent même l'objet d'une visite exceptionnelle de la reine Élisabeth II du Royaume-Uni, après leur inauguration par Jacques Chirac, alors maire de Paris.

### Description
En nombre de jeux (101 V/P), il est le cinquième plus grand orgue de France, derrière celui de la cathédrale Notre-Dame de Paris (115 V/P), celui de l'église Saint-Vincent-de-Paul de Marseille (105 V/P)[réf. nécessaire], celui de la basilique cathédrale Notre-Dame-de-la-Treille de Lille (104 IV/P) et celui de l'église Saint-Sulpice de Paris (102 V/P). Mais en dimensions et nombre de tuyaux, il est le premier, devant ces quatre mêmes orgues. 
Parmi les caractéristiques rares de cet instrument, on remarque :
- le grand plein-jeu basé sur le 32 pieds du grand orgue ;
- les séries harmoniques allant jusqu'à la neuvième : en 32 pieds à la pédale (théorbe : 4 4/7, 3 5/9), en 16 pieds au grand-chœur, en 8 pieds au solo (harmoniques : 1 1/3, 1 1/7, 8/9), et jusqu'à la septième, en 8 pieds, au positif ;
- le plein jeu harmonique 2-8 du grand-chœur ;
- la batterie d'anches basée sur le 32 pieds au récit ;
- l'ensemble de tubas 16, 8, 4, coudés vers la nef, au grand-chœur ;
- les cinq rangs de chamades au solo, alimentés par de l'air à pressions croissantes (6 pressions différentes) ;
- et aussi, parmi les couleurs exceptionnelles, la série de flûtes harmoniques (8, 4, 2 2/3, 2, 1 3/5, 1) au solo, qui est une innovation de Jean Guillou déjà introduite par lui-même avec grand succès dans les orgues du Chant d'Oiseau à Bruxelles et de la Tonhalle à Zurich.

C'est également Jean Guillou qui a eu l'idée d'ajouter la sesquialtera au grand-orgue : ce jeu apporte de nombreuses possibilités à la fois solistiques et en combinaison avec les mixtures.
La contre-bombarde 32 n'était pas prévue dans le devis, mais, considérant que le trombone 32 existant (avec ses résonateurs en bois de taille assez modeste) n'était pas suffisant pour un orgue de cette ampleur, les frères Van den Heuvel ont offert cette contre-bombarde 32 à la ville de Paris. L'orgue de Saint-Eustache se trouve ainsi être le seul orgue de France disposant de trois jeux d'anches de 32 pieds.

## Composition de l’orgue
| I Positif C–c4 | II Grand-orgue C–c4 | III Récit expressif C–c4 | IV Grand-chœur C–c4 | V Solo C–c4 | Pédale C–g1 |
| --- | --- | --- | --- | --- | --- |
| Quintaton 16′ Montre 8′ Salicional 8′ Unda-Maris 8′ Bourdon 8′ Prestant 4′ Flûte à fuseau 4′ Nasard 2'2/3 Doublette 2′ Tierce 1'3/5 Larigot 1'1/3 Septième 1'1/7 Fourniture V 2′ Cymbale II 1/3′ Douçaine 16′ Trompette 8′ Cromorne 8′ Clairon 4′ | Montre 32′ Montre 16′ Principal 8′ Flûte à cheminée 8′ Violoncelle 8′ Grosse Flûte I–II 8′ Prestant 4′ Flûte 4′ Doublette 2′ Grande fourniture IV–VIII 2'2/3 Plein-Jeu IV–V 1′ Sesquialtera II 2'2/3 Grand cornet III–V Bombarde 16′ Trompette 8′ Clairon 4′ | Flûte à cheminée 16′ Principal 8′ Cor de nuit 8′ Flûte traversière 8′ Viole de gambe 8′ Voix céleste 8′ Octave 4′ Flûte octaviante 4′ Octavin 2′ Carillon III 2'2/3+1'3/5+1′ Plein-jeu VI 2'2/3 Contrebasson 32′ Bombarde 16′ Trompette harmonique 8′ Basson-hautbois 8′ Voix humaine 8′ Clairon harmonique 4′ | Violonbasse 16′ Bourdon 16′ Diapason 8′ Flûte majeure 8′ Violon 8′ Principal 4′ Grande quinte 5'1/3 Flûte conique 4′ Grande tierce 3'1/5 Quinte 2'2/3 Grande septième 2'2/7 Fifre 2′ Grande neuvième 1'7/9 Plein-jeu harmonique II–VIII 2′ Clarinette 16′ Cor de basset 8′ Tuba magna 16′ Tuba mirabilis 8′ Cor harmonique 4′ | Flûte harmonique 8′ Flûte octaviante 4′ Nasard harmonique 2'2/3 Octavin 2′ Tierce harmonique 1'3/5 Piccolo harmonique 1′ Harmoniques III 1'1/3+1'1/7+8/9′ Ranquette 16′ Chalumeau 8′ Trompeteria II Trompette en chamade I–III 8′ | Principale basse 32′ Flûte 16′ Contrebasse 16′ Soubasse 16′ Grande quinte 10'2/3 Flûte 8′ Violoncelle 8′ Grande tierce 6'2/5 Quinte 5'1/3 Flûte 4′ Flûte 2′ Théorbe II 4'4/7+3'5/9 Mixture V 4′ Contre-bombarde 32′ Contre-trombone 32′ Bombarde 16′ Basson 16′ Trompette 8′ Baryton 8′ Clairon 4′ |
| Accessoires - Accouplements récit/positif, positif/GO, récit/GO, GC/GO, solo/GO, GC/GO alto, solo/GO soprano, solo/récit, positif/récit, solo/GC ; - Octaves graves GO, octaves grave récit, octaves graves GC, octaves graves solo ; - Tirasses positif, GO, récit en 8' et 4', GC en 8' et 4', solo ; - Division de pédale ajustable (2010) ; - Tremblants positif, récit, solo ; - Système MIDI et replay ; - Sostenutos positif, récit, solo (2010) ; - Combinateur Heuss sur chaque console (2010) : 20 combinaisons x 10 séries x 100 espaces : 20 000 combinaisons, séquentiel avant/arrière (aux manuels et aux pédaliers) ; sauvegarde des combinaisons sur clé USB ; - Pédale de crescendo avec 2 programmes programmables : tutti et crescendo orchestral ; - Transmission entre la console de nef et le buffet par fibre optique (2010). | | | | | |

## Titulaires de l'instrument

### Anciens titulaires
- Antoine Foucquet ;
- Pierre Foucquet (1696-?) ;
- Marie-Louis Foucquet ;
- Jacques-Marie Beauvarlet-Charpentier ;
- Louis-Auguste-Florimond Ronger dit Hervé (1845-?) ;
- Édouard Batiste (1854-1876) ;
- Henri Dallier (1879-1905) ;
- Joseph Bonnet (1906-1944) ;
- André Marchal (1945-1963) ;
- Jean Guillou (22 septembre 1963-2014, date à laquelle il est nommé titulaire émérite[4]) ;
- André Fleury, cotitulaire à compter de 1971.

### Titulaires actuels
Pour succéder à Jean Guillou, Thomas Ospital et Baptiste-Florian Marle-Ouvrard sont nommés sur concours le 24 mars 2015.